# Évorai római templom
Az évorai római templom az 1. században épült, ma a legépebb hasonló korú építmény az Ibériai-félszigeten. Helytelenül Diana templomának is nevezik, valószínűleg egy 17. századi, a történelemben kevéssé járatos pap téves megállapítása miatt.

## Története
A templomot az első században, Augustus római császár tiszteletére emelték, akit istennek tekintettek a rómaiak. Az építmény a régió legmagasabb pontján áll, Évora mai főterén, a Largo Conde de Vila Floron. Az építmény háromméteres korintoszi oszlopaiból 14 ma is áll. A templom gránitból és márványból épült. Valószínűleg az 5. századi kalandozó barbárok okozták a legnagyobb pusztítást benne. A 11. században beépítették az évorai várba, később az inkvizíció akasztásra használta, majd egy hentesüzlet is működött benne. A templom restaurálása 1836-ban a középkori téglafalak elbontásával kezdődött. A munka 1871-ben fejeződött be Giuseppe Cinatti irányításával.